# Conservatoire national des arts et métiers
Il Conservatoire national des arts et métiers (CNAM) è una università e grande école d'ingegneria pubblica istituita nel 1794. La sede si trova a Parigi nel quartiere del Marais nel terzo arrondissement (nei pressi della stazione della Metropolitana di Parigi Arts et Métiers), al 292 di rue Saint Martin.
Lo CNAM possiede 158 centri regionali nella Francia metropolitana e nei territori d'oltremare, e alcune sedi internazionali in Cina, Costa d'Avorio, Germania, Libano, Madagascar, Marocco, Spagna, nonché dei partenariati forti nella gestione di formazioni con istituzioni di 32 paesi.
Lo CNAM possiede e gestisce anche il Musée des arts et métiers che ha più di 200 000 visitatori all'anno, che integra anche una vecchia chiesa e il famoso pendolo di Foucault.

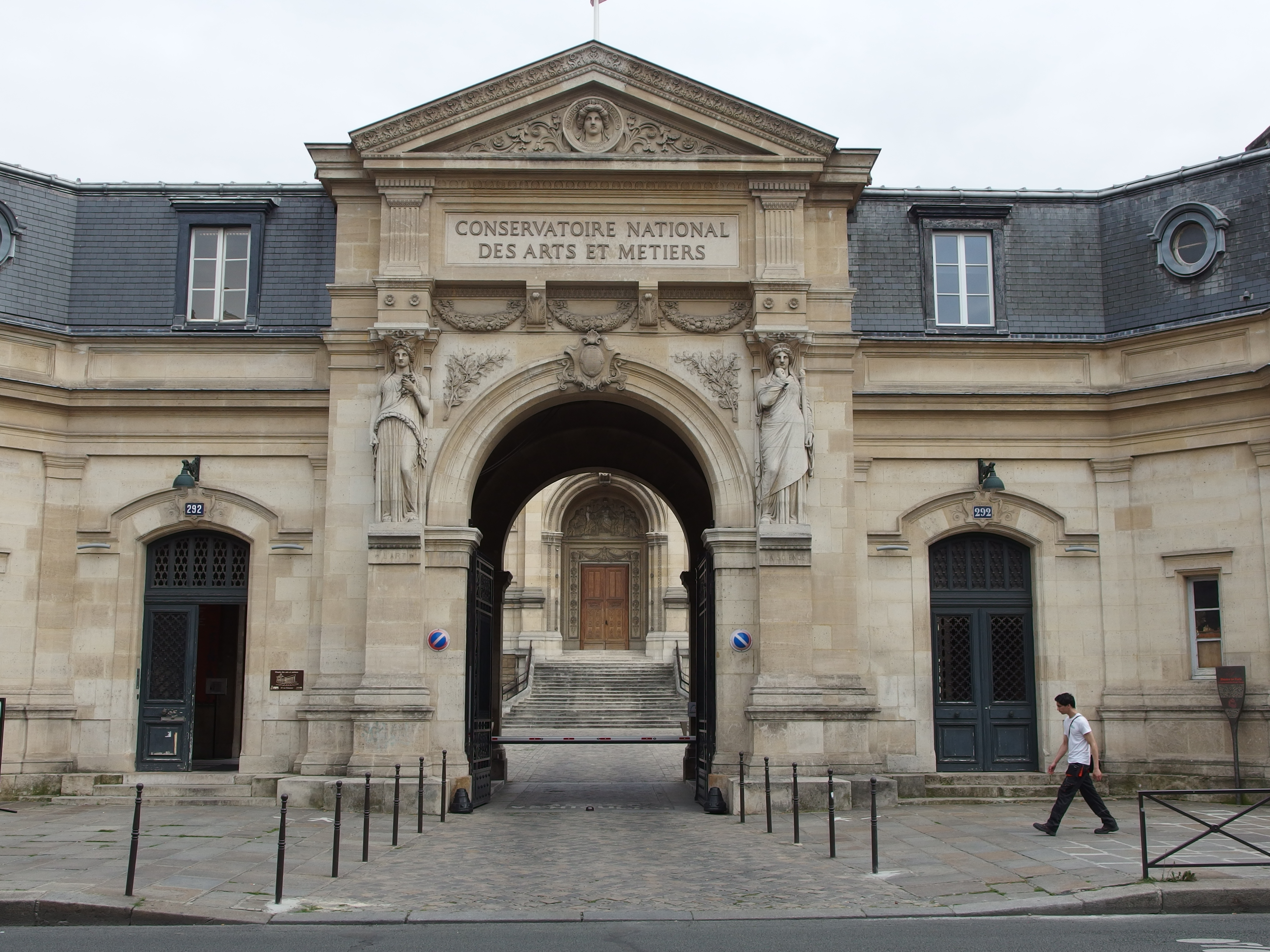
Entrata principale dello CNAM

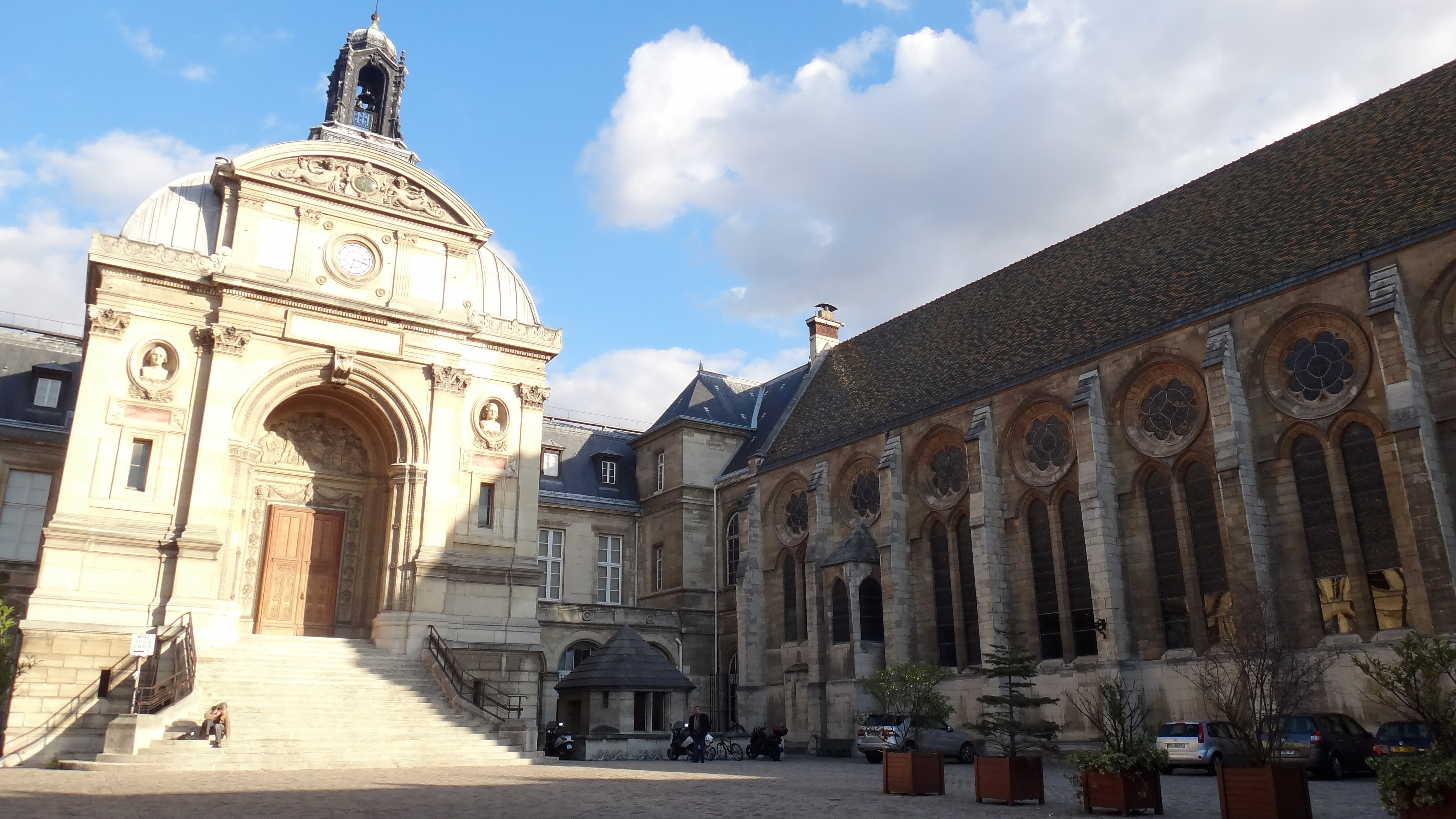
Corte interna

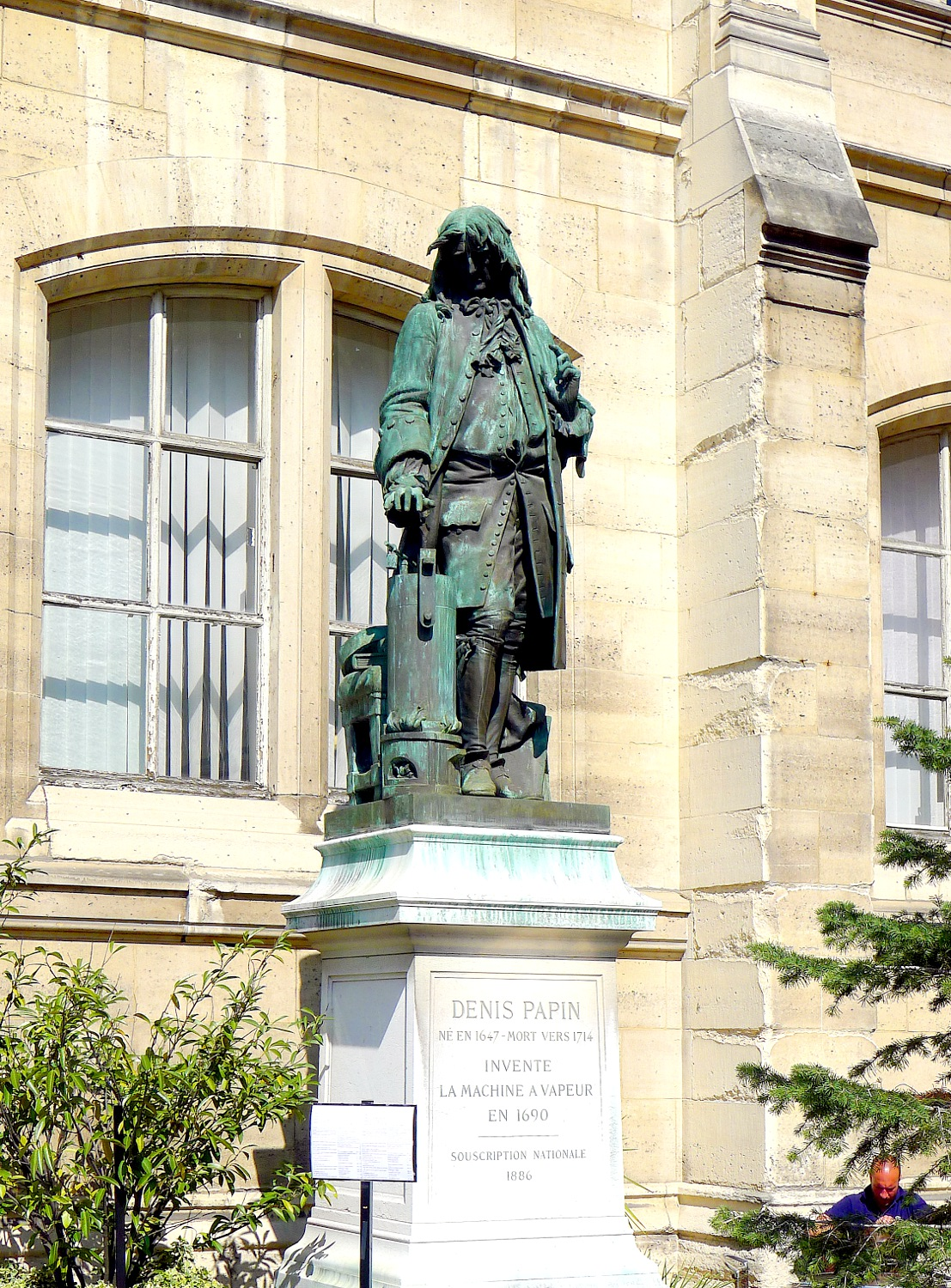
Statua di Denis Papin

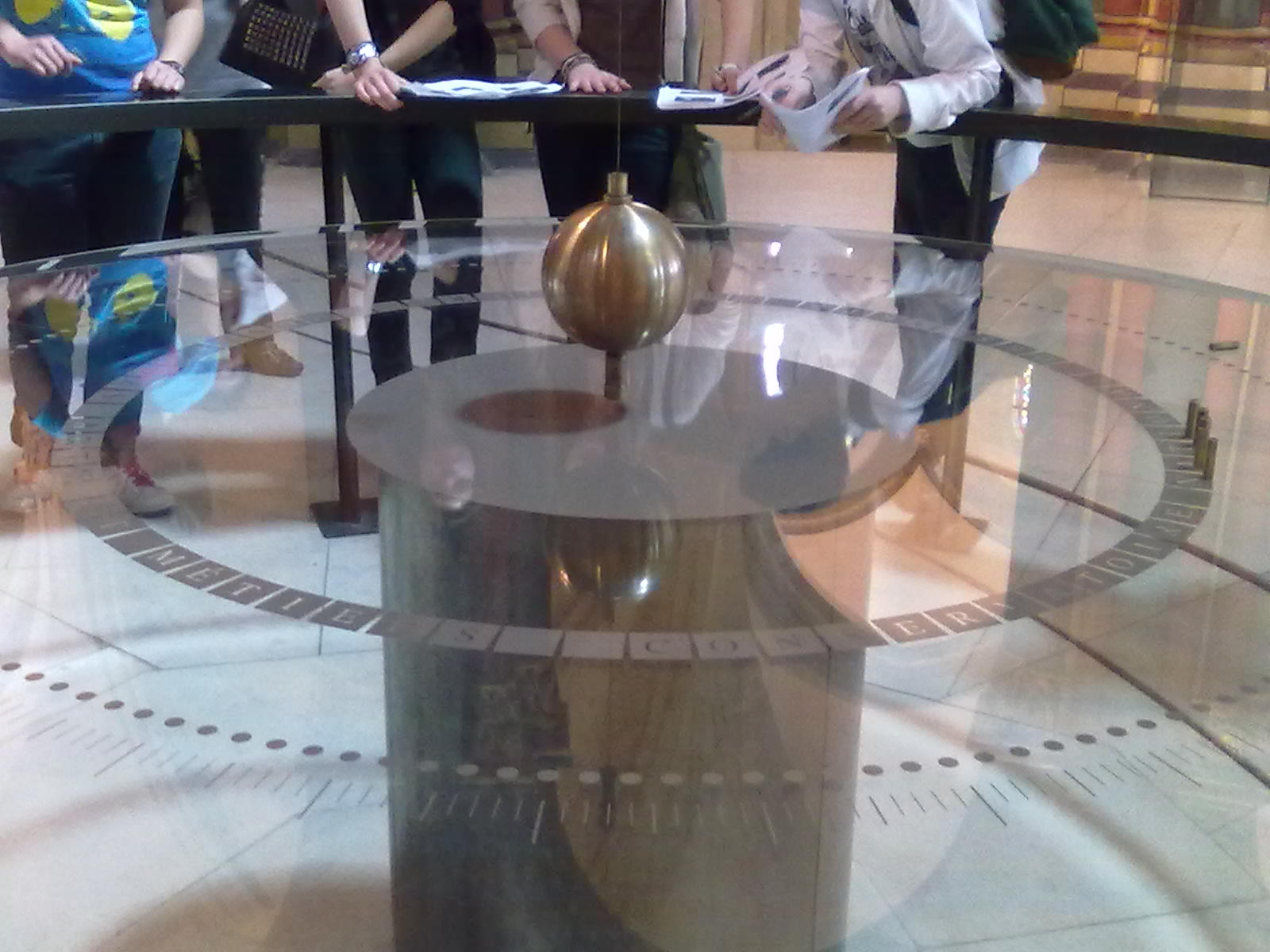
Pendolo di Foucault

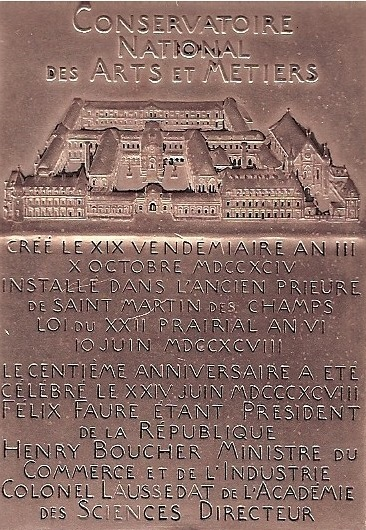
Targa commemorativa

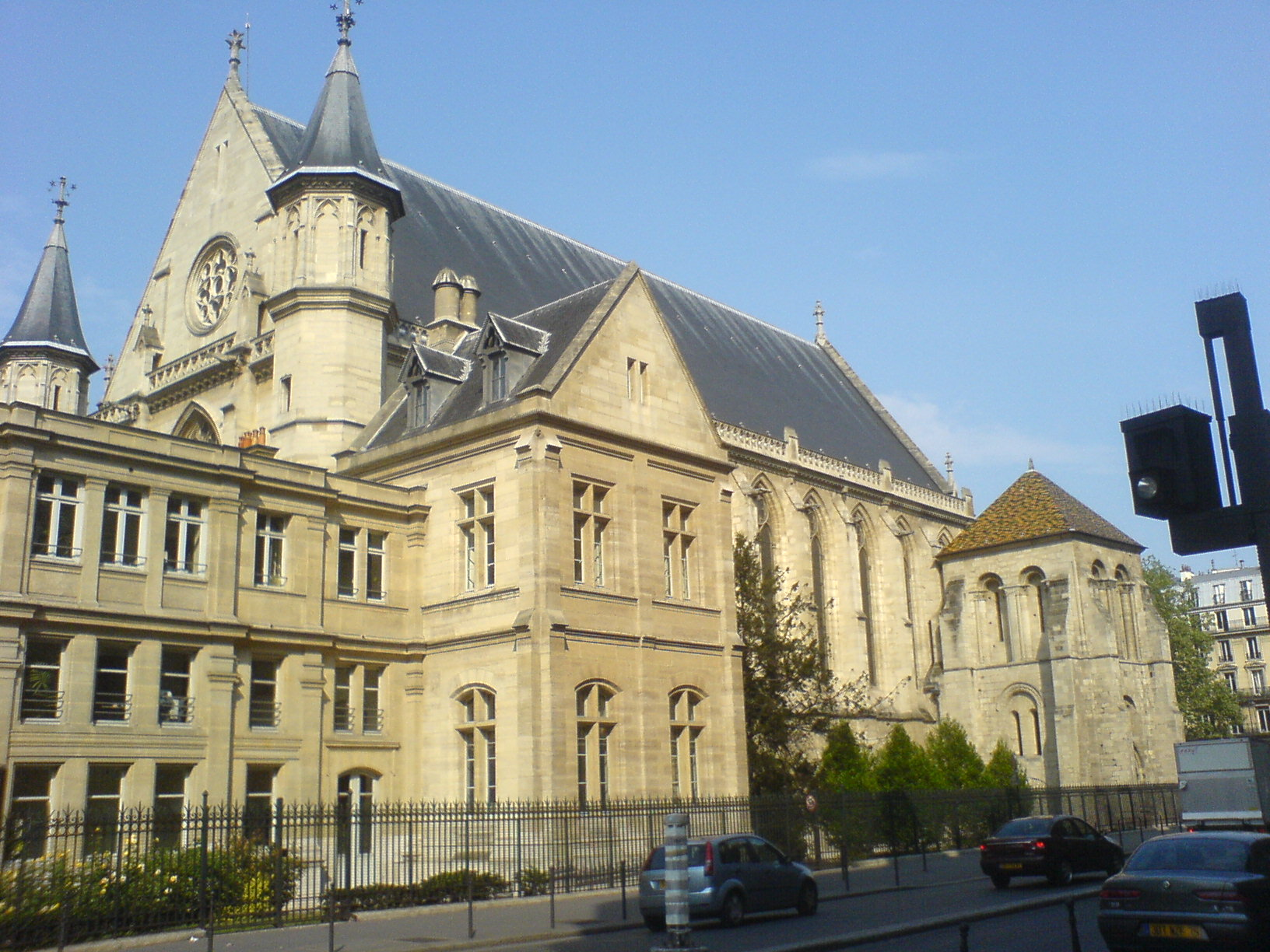
Museo dello CNAM

## Storia

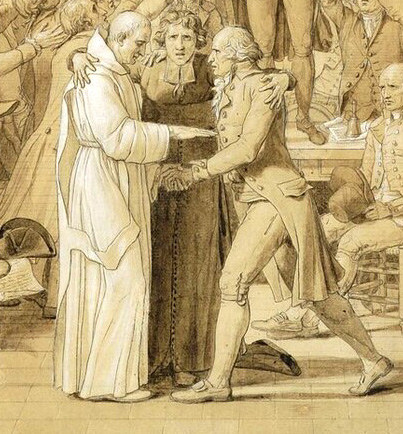
Giuramento della Pallacorda: l'abbé Grégoire è la figura al centro

Assieme all'École polytechnique e all'École normale supérieure, il Conservatoire è una delle tre istituzioni (scuole del terzo anno) create dalla Rivoluzione francese nell'insegnamento superiore scientifico.
Fu fondato nel 1794 da Henri Grégoire, più noto come l'abbé Grégoire, il 19 vendemmiaio dell'anno III (10 ottobre 1794). Il compito iniziale dell'istituto era quello di promuovere nuovi procedimenti industriali: a tale scopo l'abbé Grégoire aveva concepito una "raccolta di macchine, modelli, strumenti, disegni, descrizioni e libri in ogni campo delle arti e dei mestieri" per salvaguardarle dai tumulti della rivoluzione. Il Priorato abbandonato di Saint-Martin-des-Champs (ed in particolare il refettorio gotico) fu scelto come sede della collezione, che apri' al pubblico nel 1802, e funziono' da catalizzatore di formazioni nell'ambito dell'ingegneria e dell'economia.
Erede dello spirito dei Lumi e degli Enciclopedisti, il Conservatoire ha avuto, sin dalla fondazione, una vocazione multidisciplinare. Fra i membri fondatori ci furono gli accademici Alexandre-Théophile Vandermonde e Jean-Baptiste Le Roy, quest'ultimo collaboratore dell’Encyclopédie. 
Nel 1819 il Conservatoire modificò il suo ruolo, in quanto il governo, ispirandosi al Collège de France per la sua organizzazione, gli diede per compito quello di impartire l'insegnamento scientifico agli ingegneri. Charles Dupin fondò allora la prima cattedra di meccanica applicata alle arti e lo stesso anno Jean-Baptiste Say istituì la cattedra di economia industriale.
Oggi il Conservatoire organizza formazioni diurne in alternanza (in Francese) e internazionali (in inglese), e corsi per adulti già attivi nel mondo del lavoro (tecnici, quadri) mediante una formazione continua serale, che permette di ottenere una preparazione da ingegnere, di costruire dei corsi di studio multidisciplinari, di ottenere diplomi come il DUT (laurea biennale), il dottorato, il titolo d'ingegnere. Fra le sessanta cattedre esistenti e i loro laboratori, molte svolgono attività di ricerca scientifica e industriale, che pongono il Conservatoire all'avanguardia della tecnologia francese. 
La raccolta delle invenzioni è attualmente gestita dal Musée des Arts et Métiers. Il pendolo di Foucault originale faceva parte dell'esposizione, ma fu trasferito nel Panthéon nel 1995 durante la ristrutturazione del museo. Successivamente è stato riposizionato al Musée des Arts et Métiers, ma il 6 aprile 2010 il cavo che lo teneva sospeso si è rotto, danneggiando sia il pendolo che il pavimento.
Il pendolo di Foucault appeso nel museo ha un importante ruolo nel romanzo di Umberto Eco Il pendolo di Foucault. Il libro fu pubblicato nel 1988, prima che il pendolo venisse spostato al Panthéon.

## Ricerca
Una trentina d'istituti celebri e altri laboratori di ricerca sono affiliati al CNAM e lo rendono uno dei luoghi principali dell'eccellenza scientifica francese. I laboratori principali sono i seguenti: 
| Acronimo  | Descrizione |
| --------- | --- |
| CEDRIC    | Centre d'Étude et de Recherche en Informatique et Communications : informatica, telecomunicazioni, reti, multimedia, analisi dei dati, ottimizzazione combinatoria, sistemi informativi, basi di dati, trattamento dei segnali, sistemi elettronici. |
| IAT       | Institut AéroTechnique. |
| ICH       | Institut des études économiques et juridiques appliquées à la Construction et à l'Habitation. |
| ICSV      | Institut supérieur du commerce et de la vente. |
| IESTO     | Institut des Études Économiques, Sociales et Techniques de l'Organisation. |
| IHIE      | Institut d'hygiène industrielle et de l'environnement. |
| IITBTP    | Institut d'ingénieur des techniques du bâtiment et des travaux publics. |
| IIM       | Institut international du management. |
| IFFI      | Institut français du froid Industriel et de génie climatique. |
| INETOP    | Institut national d'étude du travail et d'orientation professionnelle. |
| INM       | Institut national de métrologie. |
| INTD      | Institut national des techniques de documentation. |
| DICEN-IDF | Dispositifs d’Information et de Communication à l’Ere Numérique. |
| INTEC     | Institut national des techniques économiques et comptables. |
| ISTBTP    | Institut Supérieur des Techniques du Bâtiment et des Travaux Publics. |
| LISE      | Laboratoire interdisciplinaire pour la sociologie économique. |
| LIPSOR    | Laboratoire d’investigation en prospective stratégie et organisation. |
| LMSSC     | Laboratoire de Mécanique des Structures et des Systèmes Couplés |
| PIMM      | Laboratoire de Procédés et Ingénierie en Mécanique et Matériaux. |
| STS       | Centre Science, technologie et société. |
| UNICNAM   | Union des ingénieurs du Conservatoire national des arts et métiers |

## Didattica
Allo CNAM si possono conseguire i seguenti diplomi: 
- Ingegnere dello CNAM (equivalente ad una laurea in ingegneria e Master of Science), nei formati diurno, serale, in alternanza scuola-lavoro.
- Laurea magistrale o Master, nei formati diurno, serale, in alternanza scuola-lavoro e internazionale.
- Laurea specialistica, Master specializzati (Mastère MS Spécialisé), nei formati diurno e serale.
- Dottorato.
- Laurea breve o "licence", nei formati diurno, serale, in alternanza scuola-lavoro e internazionale.
- Diploma universitario o DUT (2 anni), nei formati diurno, serale, in alternanza scuola-lavoro.
- "Diplômes d'établissement", "certificats d'établissements", nei formati diurno e serale: titoli propri all'istituzione, corrispondenti al quarto anno universitario per il primo, e a cicli di formazione continua per i secondi, che possono poi portare al conseguimento di uno dei titoli precedenti con aggiunta di corsi, tesi, e esami orali.

Il 7 luglio 2016 il consiglio d'amministrazione ha approvato la modifica del regolamento interno, che ha creato 16 squadre pedagogiche nazionali (équipes pédagogiques nationales - EPN) al posto delle precedenti écoles Sciences industrielles et technologies de l’information (Siti) e Management et société (MS):
- EPN 1 - Ingegneria delle costruzioni e energetica.
- EPN 2 - Scuola superiore dei geometri e topografi (ESGT).
- EPN 3 - Ingegneria elettronica, elettrotecnica, automatica, metrologia.
- EPN 4 - Ingegneria meccanica e dei materiali.
- EPN 5 - Informatica.
- EPN 6 - Matematica e statistica.
- EPN 7 - Ingegneria industriale, chimica, farmaceutica e agroalimentare.
- EPN 8 - Istituto nazionale delle scienze e tecniche del mare (Intechmer).
- EPN 9 - Economia, finanza, assicurazioni, banca (Efab).
- EPN10 - Contabilità, controllo, auditing (CCA).
- EPN 11 - Ingegneria ambientale e del territorio.
- EPN 12 - Salute e solidarietà.
- EPN 13 - Scienze sociali e del lavoro.
- EPN 14 - Diritto e immobiliaristica.
- EPN 15 - Strategie.
- EPN 16 - Innovazione.